# پلنگینه‌پوش
پَلَنگینه‌پوش (به گرجی: ვეფხისტყაოსანი، تلفظ: وِپْخیسْتْقائُسانی) (به معنای: کسی که پوست پلنگ بر تن دارد) یک قصیدهٔ حماسی گرجی شامل حدود ۶٬۰۰۰ سطر است که در قرن دوازدهم میلادی توسط شاعر حماسه سرای گرجی شوتا روستاولی سروده شده است که خزانه دار دربار سلطنتی ملکه تامار بود. پلنگینه‌پوش اغلب به عنوان حماسهٔ منظوم ملی گرجی‌ها محسوب می‌شود. این سروده به سبب زبان و وجه نمایشی خود مورد تحسین فراوان کارشناسان ادبی می‌باشد. پلنگینه‌پوش برای اولین بار در سال ۱۷۱۲ میلادی در تفلیس به چاپ رسید و تا کنون به ۵۰ زبان زندهٔ دنیا ترجمه شده است.

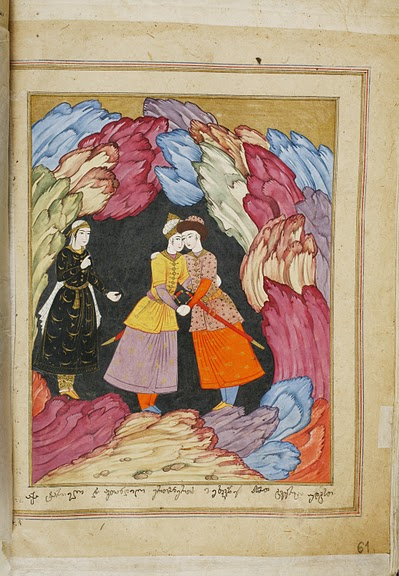
"تاریل" (Tariel) و "آوتاندیل" (Avtandil)

پلنگینه‌پوش حاوی ۱٬۵۸۷ بند چهارپاره گون قافیه شده بوده و به وزن کلاسیک گرجی یعنی ابیات شانزده هجایی با ضرباهنگ درون مصراعی سروده شده است.
سرآغاز:
| რომელმან შექმნა სამყარო   |  | ძალითა მით ძლიერითა   |
| ზეგარდმოთ არსნი სულითა    |  | ყვნა ზეცით მონაბერითა |
| ჩვენ კაცთა მოგვცა ქვეყანა |  | გვაქვს უთვალავიფერითა |
| მისგან არს ყოვლი ხელმწიფე |  | სახითა მის მიერითა    |

واج‌نویسی فارسی سرآغاز:
| رُمِلْمانْ شِکْمْنا سامْقارُ      |  | دْزالیتا میتْ دْزْلییِریتا |
| زِگارْدْمُ آرْسْنی سولیتا      |  | قْوْنا زِتْسیتْ مُنابِریتا   |
| چْوِنْ کاتْسْتا مُگْوْتْسا کْوِقانا |  | گْواکْوْسْ اوتْوالاویپِریتا |
| میسْگانْ آرْسْ قُوِلْ خِلْمْتْسیپِ   |  | ساخیتا میسْ مییِریتا    |

ترجمه فارسی:

آنک پروردگار همه توان و توانا، بر همگان اینسان گیتی را پدیدآورد

وز اهورایی مینوی خویش به تن پدیدنی‌های خاکی، دمش جان‌بخش زیستن فراز آورد

ما مردمان را به توانش چیرگی بر جهان بخشود، آری چنبره بر آسمان و زمین با همه گسترهٔ ورجاوندش

و هموست تا شهریاران را ز برای گزاردن بهنجار آئین‌ها بر ما فراز نمود و هرکدام را بر نگارهٔ خویش به آفرینش کشید

## پیرامون شاعر

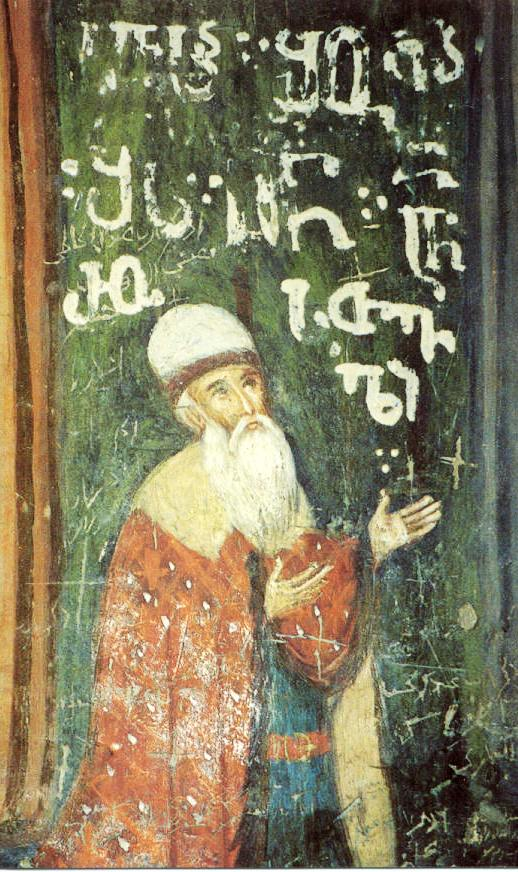
تصویر شوتا روستاولی بر روی دیوار کلیسایی در صومعه صلیب در بیت‌المقدس

شوتا روستاولی برای گرجی‌ها به عنوان بزرگ‌ترین شاعر آنان محسوب می‌شود. در مورد خاستگاه او اطلاعات کمی وجود دارد، اما همان‌طور که چهاربیتی هشتم شعر دیده می‌شود، شاعر خود را به عنوان «روستاولی» (کسی اهل روستاوی) معرفی می‌کند. سرنخ‌های دیگر موجود در شعر اظهار می‌کنند که روستاولی یک تحصیل کردهٔ فرهیخته و همچنین یک نجیب زادهٔ والامقام در دربار بزرگ‌ترین پادشاه گرجستان، ملکه تامار بوده و شاهکار خود را - که بین سال‌های ۱۱۹۶ تا ۱۲۰۷ میلادی سروده بود - به ملکه تامار اهدا کرده است. در سال ۱۹۶۰، گروهی از تاریخدانان و باستانشناسان گرجی در اورشلیم یا همان بیت‌المقدس، تصویری از روستاولی را بر روی دیوارهای کلیسایی ساخته شده در قرن نهم میلادی پیدا کردند که نوشته‌ای به گرجی میانه تصویر مردی سالخورده را - که ریش‌های سفید و بلند و قبای روحانی و با شکوه به تن دارد - شوتا روستاولی معرفی می‌کند. تاریخدانان اظهار می‌کنند که روستاولی قبل از مرگش سفری زیارتی به بیت‌المقدس داشته است.

## شعر
روستاولی در پلنگینه‌پوش، پیرامون آرمان‌های انسانگرایانه در قرون وسطی: عشق، دوستی، رشادت و … می‌گوید. قهرمانان داستان شجاع، نوعدوست و بخشنده هستند. مکان وقوع اتفاقات داستان پلنگینه‌پوش منحصر به گرجستان نبوده و سرزمین‌های عربی، فلات ایران، شبه جزیرهٔ هندوستان و همچنین فلات تبت نیز در آن وجود دارند.

## داستان
پلنگینه‌پوش ماجراجوئی‌های «آوتاندیل» (Avtandil) نجیب‌زاده‌ای عرب و دوست او «تاریل» (Tariel) شاهزادهٔ هند را نقل می‌کند. آوتاندیل فرستادهٔ معشوقه اش، «تیناتین» (Tinatin)، – دختر فرمانروای عرب که پدرش به تازگی تاج و تخت را به او بخشیده – به مأموریتی برای پیدا کردن شوالیه‌ای فراری و اسرارآمیز است که پوست پلنگ بر تن دارد. آوتاندیل شوالیه را پیدا می‌کند و پی می‌برد که او همان تاریل است. تاریل از گم شدن «نستان دارجان» (Nestan Dariean) دختر پادشاه اش غمگین است. آوتاندیل، تاریل برای پیدا کردن نستان دارجان همراهی می‌کند. نستان دارجان توسط عده‌ای شرور در قلعه‌ای نفوذناپذیر زندانی شده است. سرانجام آوتاندیل و تاریل به کمک شاهزاده «پریدون» (Pridon)، نستان دارجان را آزاد می‌کنند. داستان با دو ازدواج همزمان به پایان می‌رسد. آوتاندیل با تیناتین و تاریل با نستان دارجان.

## ترجمه‌ها

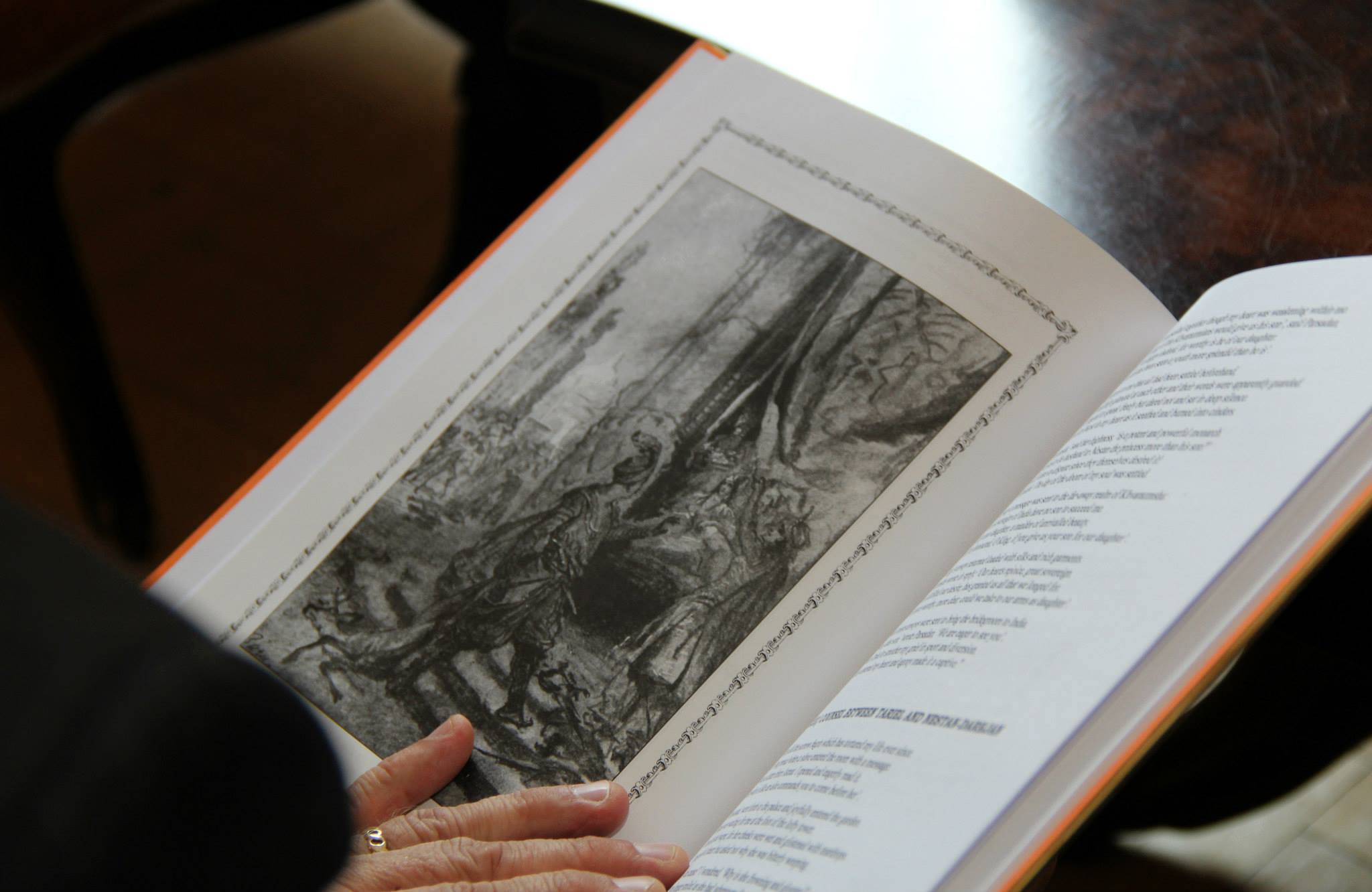
ترجمهٔ انگلیسی پلنگینه‌پوش

پلنگینه‌پوش تا کنون به این زبان‌ها ترجمه شده است: آبخازی، آسی، آلمانی، ارمنی، ازبکی، اسپانیایی، اسپرانتو، استونیایی، اسلواکیایی، انگلیسی، اوکراینی، ایتالیایی، ایسلندی، بلاروسی، بلغاری، پرتغالی، تاتاری، ترکمنی، ترکی آذربایجانی، ترکی استانبولی، چکی، چوواشی، چینی، روسی، رومانیایی، ژاپنی، سواحلی، سوئدی، صربی، عبری، عربی، فارسی، فرانسوی، فنلاندی، قرقیزی، قزاقی، کاتالان، کردی، لاتین، لوکزامبورگی، لهستانی، لیتوانیایی، مجاری، مغولی، ویلزی، هلندی، هندی و یونانی.

### ترجمهٔ فارسی
پلنگینه‌پوش برای اولین بار توسط فرشید دلشاد به فارسی ترجمه شده و در سال ۱۳۷۷ از سوی انتشارات ایران جام در تهران منتشر شد که در همان سال در سفارت گرجستان در تهران رونمایی شد. ترجمه فرشید دلشاد بر پایه نسخه گرجی این اثر و با بهره گرفتن از زبان پارسی سره و نثر مسجع و موزون انجام گرفته است. این ترجمه عملاً اساس کار و مآخذ دومین ترجمه این اثر به زبان پارسی است که محمد کاظم یوسف پور، مترجم، خود در مقدمه به آن اشاره کرده است و عدم دانش خود را در مورد زبان گرجی اذعان و بهره‌وری از ترجمه‌های انگلیسی و عربی را مسند کار خود شناخته است. این کتاب در سال ۱۳۸۱ از سوی انتشارات دانشگاه گیلان منتشر شد.
ترجمه دکتر دلشاد، تنها ترجمه عملی به‌شمار می‌رود که در منابع متفاوت ادبی و منتقدانه کشور گرجستان، بارها از آن تمجید به عمل آمده است.
فرشید دلشاد و محمد کاظم یوسف پور به سبب برگردان این نگاشته به فارسی، هر یک در سال‌های متفاوت نشان ادبی گرجستان را از سوی ادوارد شواردنادزه رئیس‌جمهوری گرجستان دریافت کرد.